# Kadaif

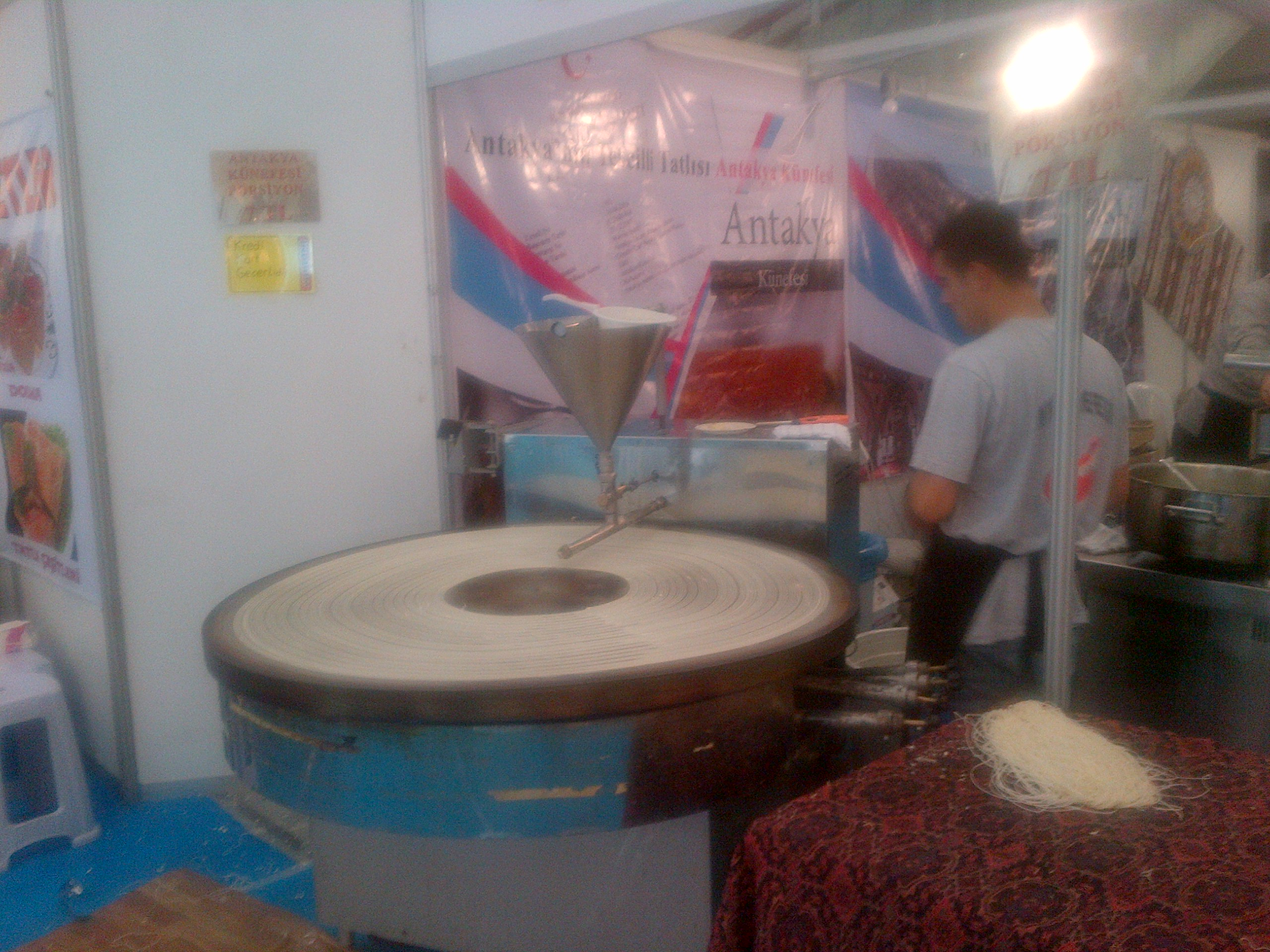
Továrna na nudle typu kadaif v Turecku

Kadaif (řecky κανταΐφι [kadaˈifi]; turecky kadayıf, bulharsky, makedonsky, srbsky kadaif кадаиф, albánsky kadaif/-i; bosensky, chorvatsky kadaif) jsou tenké turecké nudle, které se připravují z mouky a vody. 

## Příprava
Vypracovaná nudlová směs se vylije přes síto do horké kovové varné nádoby. Takto vzniklé nudle jsou poměrně krátké. Podobají se italským vermicelli nebo capellini. 
Kadaif se na celém Středním východě a ve Středomoří používají pro výrobu oblíbených dezertů, jako je baklava či kanafeh.